# Mars 1895

## Événements
- Le révolutionnaire russe Vladimir Ilitch Oulianov, dit Lénine, vient en Suisse pour la première fois.

- 4 mars :
  - Les Japonais prennent Liaoyang et débarquent à Taïwan.
  - John Herbert Turner devient premier ministre de la Colombie-Britannique.

- 11 mars : convention de Simla. Un accord russo-britannique fixe les zones d’influences respectives au Pamir à l’ouest de la chaîne de Sarykol pour que l’Empire russe et l’Inde n’aient pas de frontières communes. L’accord ne tient pas compte des protestations de la Chine qui n’a pas abandonné sa suzeraineté sur le Pamir occupé par les Russes depuis 1892.

- 15 mars : début d'une guerre civile en Colombie, qui oppose les conservateurs aux radicaux au pouvoir. Les affrontements feront plus de 100 000 morts en quatre ans.

- 17 mars : guerre civile au Pérou. Le président Andrés Avelino Cáceres est déposé le 20. Instauration d'une république conservatrice (fin en 1919).

- 21 mars : arrivée d'Alfred Dreyfus en Guyane ; il est transféré en avril à l'île du Diable.

- 23 mars : le parti conservateur de Cánovas del Castillo gouverne en Espagne jusqu’en 1897.

## Naissances
- 1er mars : Deng Yanda, officier militaire du Parti nationaliste chinois († 29 novembre 1931).
- 10 mars : Jules Van Hevel, coureur cycliste belge († 21 juillet 1969).
- 20 mars : Robert Benoist, coureur automobile († 9 septembre 1944).
- 23 mars : John Robert Cartwright, juge à la cour suprême.
- 29 mars : 
  - Jean Eschbach , résistant alsacien et chef FFI († 19 août 1978).
  - Ernst Jünger, écrivain allemand († 1998).
- 30 mars :
  - Rudolf Bonnet, peintre néerlandais († 18 avril 1978).
  - Jean Giono, écrivain, scénariste et réalisateur français († 9 octobre 1970).

## Décès
- 2 mars : Berthe Morisot, peintre française (° 14 janvier 1841).
- 11 mars : Ivane Bagration de Moukhran, général-lieutenant de l'armée russe (° 7 décembre 1812).
- 18 mars : Pauline Musters, néerlandaise, femme la plus petite ayant jamais été mesurée (° 26 février 1876).